# Prayun Phamonmontri

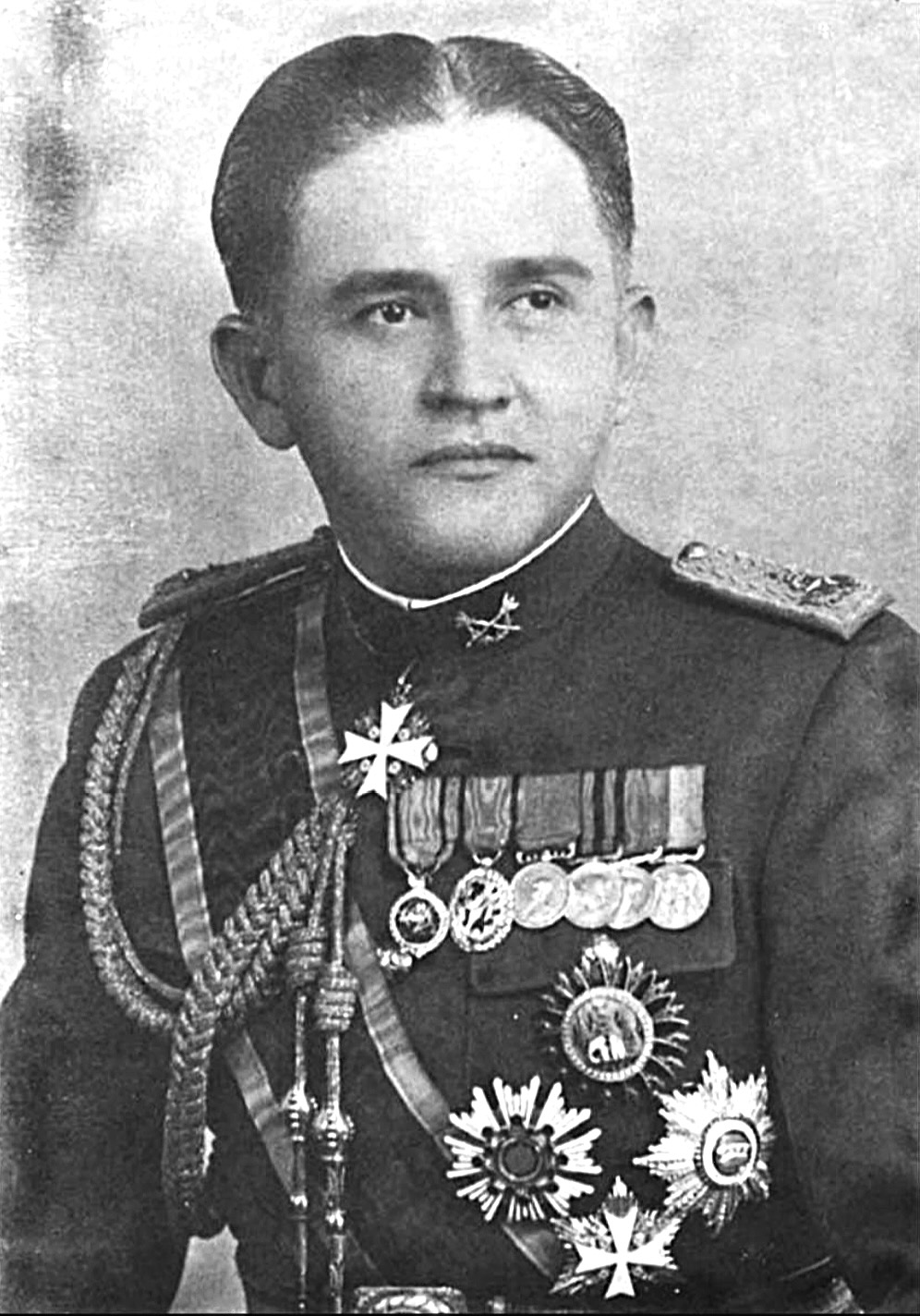
Prayun Phamonmontri

Prayun Phamonmontri (Thai: ประยูร ภมรมนตรี, Aussprache: [pràʔjuːn pʰámɔːnmontriː]; * 5. Februar 1897 in Berlin; † 12. August 1982 in Ratchaprasong, Bangkok) war ein thailändischer Heeresoffizier, Staatsbeamter und Politiker. Er war einer der Hauptakteure während des Staatsstreichs in Siam 1932, der die Herstellung einer konstitutionellen Monarchie im heutigen Thailand herbeiführte, und leitete später verschiedene Ministerien. Zuletzt hatte er den Rang eines Generalleutnants.

## Jugend
Prayun war der Sohn des siamesischen Majors Phra Chamnankhuruwit (Yaem), der damals als Militärattaché im Deutschen Reich eingesetzt war, und seiner deutschen Frau Annelie, einer Ärztin. Prayun wurde in der siamesischen Gesandtschaft in Berlin geboren. Der Vater war ein enger Freund des Prinzen Paribatra Sukhumbandh (sie nannten einander „Brüder“), dieser suchte Prayuns Namen aus, kann also als sein Patenonkel bezeichnet werden. Der Patronage Paribatras verdankte Prayun seine Ernennung zum Pagen des Königs Rama VI. (Vajiravudh), zu dem er immerhin ein so enges Verhältnis hatte, dass der ihm später persönliche Briefe schrieb. Er durchlief er die Militärakademie und wurde Offizier in der königlichen Leibgarde, schied dann aber im Rang eines Oberleutnants aus dem Militärdienst aus.

## Revolutionäre Ideen und Umsturz
In den zwanziger Jahren reiste Prayun in die Schweiz, um eine Tuberkulose auszukurieren. Anschließend studierte er in Paris Politikwissenschaft und Journalismus. Dort begegnete er 1925 dem siamesischen Jurastudenten Pridi Phanomyong, damals Vorsitzender der siamesischen Studentenorganisation in Frankreich S. I.A.M. Pridi verschaffte Prayun eine Wohnung, die beiden freundeten sich an, nannten sich sogar „Freunde bis in den Tod“. Im Februar 1927 gründeten sie mit fünf weiteren jungen Akademikern und Militärs die Khana Ratsadon („Volkspartei“), eine politische Gruppe, die einen Wechsel Siams zur konstitutionellen Monarchie und eine gründliche Modernisierung des Landes anstrebte. Dazu gehörte auch Plaek Khittasangkha (der spätere Phibunsongkhram), Student an der französischen Artillerieschule, der bereits Prayuns Klassenkamerad an der siamesischen Militärakademie gewesen war.
Prayun nahm Kontakt mit dem Bruder des späteren Anführers des Putsches, Phraya Phahon Phonphayuhasena, auf. Phahon erinnerte sich später an ein Gespräch mit seinem Bruder:

„Mein Bruder, du hast lange genug gelebt in dieser Welt, und du solltest nicht besorgt sein um den Rest deines Lebens. Arbeite mit Prayun zusammen für den Erfolg unserer Nation, so dass diese große Aufgabe [der Umsturz] gelingen möge. Selbst wenn du versagst und dabei umkommst, wird dein Name für immer in der Geschichte unseres Landes aufscheinen als eines Mannes, der sein Leben für sein Land opferte, und du wirst ein gutes Beispiel für zukünftige Generationen geben.“

Im Anschluss an dieses Gespräch willigte Phahon ein, Prayun zu treffen, dessen Hauptaufgabe die Kontaktaufnahme mit politisch und militärisch interessanten Kräften war. Maßgeblich war vermutlich, dass Phahon Prayuns Eltern kannte, da dessen Mutter ihm, ebenso wie Phraya Songsuradet, einem weiteren hohen Offizier der Khana Ratsadon, während seines Studiums an der preußischen Hauptkadettenanstalt Deutsch beigebracht hatte. Nach einer Studie des Südostasienwissenschaftlers Michael Steinmetz war Prayun die zentrale Figur, die die verschiedenen, nur locker miteinander verbundenen Kreise der Khana Ratsadon, und sogar über diese hinaus Teile der siamesischen Elite, zusammenhielt. Prayun war demnach der einzige, der die Identität aller Mitwirkenden der Khana Ratsadon kannte, die übrigen wussten teilweise nicht voneinander – bei ihm „liefen (…) alle Fäden zusammen“. Er organisierte bei sich zuhause gelegentliche konspirative
Treffen – angebliche Kartenspiel-Runden – an denen aber nie mehr als acht oder neun Personen teilnahmen.
Auch Prayuns Beziehung zu Prinz Paribatra Sukhumbandh half den Verschwörern. Der Umsturzplan wäre beinahe vorzeitig aufgeflogen. Der Innen- und Chefminister Paribatra hielt es aber für Verleumdung, als er den Namen seines Schützlings auf der Liste der mutmaßlichen Verschwörer entdeckte, und unternahm zunächst nichts.
Prayun wurde später ein Beamter des thailändischen Post- und Telegraphenbüros und konnte weitere Beamte des Büros von seinen Ideen überzeugen (darunter der Leiter der Telegraphenabteilung Khuang Aphaiwong). Während der Vorbereitungen zum Putsch 1932 führte er zusammen mit sowie Marineoffizieren eine kleine Abteilung von Seeleuten in das Post- und Telegraphenbüro, um es zu übernehmen. Er gab vor, dass man von der Regierung gesandt worden sei, um das Büro gegen aufkommende Unruhen zu schützen. Dann sorgte er für eine Unterbrechung des gesamten Kommunikationsnetzes von und nach Bangkok, um eine Gegenwehr gegen den Umsturz zu verhindern.
Von der am 24. Juni 1932 verbreiteten, von Pridi Phanomyong verfassten, revolutionären Erklärung will Prayun zuvor nichts gewusst haben. Rückblickend schrieb er, über deren Sprache und Inhalt empört gewesen zu sein. Pridis Bezug auf Sri Ariya, die buddhistische Utopie einer sorgenfreien Welt im künftigen Zeitalter des Buddha Maitreya, hielt er für einen Code für Kommunismus. Prayun war selbst bei der Verhaftung seines Patenonkels Prinz Paribatra zugegen, der seiner Erinnerung nach zu ihm sagte: „Prayun, Du hast also wirklich mitgemacht, das habe ich nicht für möglich gehalten“.
Nach dem Umsturz kehrte König Rama VII. (Prajadhipok) aus seiner Sommerresidenz in Hua Hin nach Bangkok und empfing die Anführer der Putschisten, unter ihnen Prayun, am 26. Juni 1932 zu einer Audienz.

## Politisches Leben
Prayun wurde im Juni 1932 zum Mitglied des Volkskomitees berufen, des neuen Organs der Exekutive in Siam. Am 14. September wurde er Kabinettssekretär und blieb dies bis zum 10. Juli 1933. Bereits seit 1932 beunruhigte ihn die Wirtschaftspolitik von Pridi mehr und mehr, und er entwickelte sich zu dessen Gegner. Zusammen mit dem konservativen Ministerpräsidenten Phraya Manopakorn Nititada veröffentlichte er am 12. April 1933 eine längere Erklärung, hier im Auszug:

„Heute hat die Regierung die Zeitung ‚Lak Muang‘ verboten, die Pridis Wirtschaftspolitik unterstützt hat, die von Grund auf kommunistisch ist. … Diese Zeitung sagt, dass die Politik nicht kommunistisch sei und dass an ihr nichts falsch ist. Sie erweckt sogar die Hoffnung, dass die Politik zukünftig umgesetzt werden könnte. … Der Kern des Wirtschaftsprogramms [von Pridi, d. Ü.] ist, dass die Regierung den Agrarsektor, das Kapital und den Arbeitsmarkt steuern und kein Privatvermögen existieren solle. Wenn das nicht kommunistisch ist, was ist es dann?“

Am 22. Juni 1933 trat Prayun aus dem Volkskomitee aus, nachdem ein zweiter Umsturz Phraya Phahon Phonphayuhasena an die Spitze der Regierung gebracht hatte. Zwischen 1938 und 1943 war er Leiter der paramilitärischen Yuwachon-Bewegung, die er nach dem Vorbild der Hitler-Jugend gestaltete. Zugleich war er in Phibunsongkhrams Regierung von 1938 bis 1941 Minister ohne Geschäftsbereich und anschließend bis 1942 stellvertretender Kultusminister. Zusätzlich wurde er 1941 Mitglied der gemeinsamen siamesisch-japanischen Militärkommission. Deshalb wurde er nach dem Ende des Zweiten Weltkriegs in Ostasien bis 1946 als Kriegsgefangener interniert.
Nach Phibunsongkhrams Rückkehr an die Regierung war er ab 1951 erneut Kabinettsmitglied, zunächst als Minister ohne Rechtsbereich, ab Dezember 1951 als stellvertretender Finanzminister und von Mai 1954 bis Februar 1957 als Gesundheitsminister. Er war Mitinitiator der Gründung des Syndikats thailändischer Hotels und Tourismusunternehmen (Sahathai-Hotel), das unter anderem das 5-Sterne-Hotel Erawan errichtete. 1957 wurde er als Mitglied von Phibunsongkhrams Seri-Manangkhasila-Partei für die Provinz Chiang Mai ins Parlament gewählt.

## Familie
Aus der Heirat Prayuns stammen drei Kinder:
- Yodmanu Phamonmontri (* 1959), Fernsehjournalist, Schauspieler und Politiker
- Yuranan Phamonmontri (* 1964), Schauspieler, Sänger und Politiker
- Yupa Phan Phamonmontri

## Veröffentlichungen
- บันทึกการเปลี่ยนแปลงการปกครอง พ.ศ.๒๔๗๕ (Banthuek rueang Kan Plian Plaeng Kan Pokkhrong Pho So 2575; Notizen zur Geschichte des Regierungswechsels im Jahr 2475), Bangkok 1974.
- ชีวิต 5 แผ่นดินของข้าพเจ้า (Chiwit Ha Phaendin Khong Khaphachao; Mein Leben in fünf Herrschaften). Bangkok 1975.